# Centre national d'art contemporain
Pour les articles homonymes, voir CNAC.
Le Centre national d'art contemporain (CNAC) est créé à Paris en 1967. Il a pour mission de développer les collections nationales d'art moderne et de constituer le Fonds national d'art contemporain (FNAC).
Jusqu'en 1977, date à laquelle il est intégré au tout nouveau Centre national d'art et de culture Georges-Pompidou qu'il a contribué à créer et qui perpétue son sigle, il est un département extérieur du Service de la création artistique du ministère des Affaires culturelles. Il disposait alors d'une galerie d'exposition et d'un centre de documentation à l'hôtel Salomon de Rothschild, rue Berryer à Paris.